# Hans Detlef Stäcker
Hans Detlef Stäcker (* 22. Mai 1923 in Uetersen; † 3. August 2003) war ein deutscher Politiker und Rechtsanwalt.

## Leben

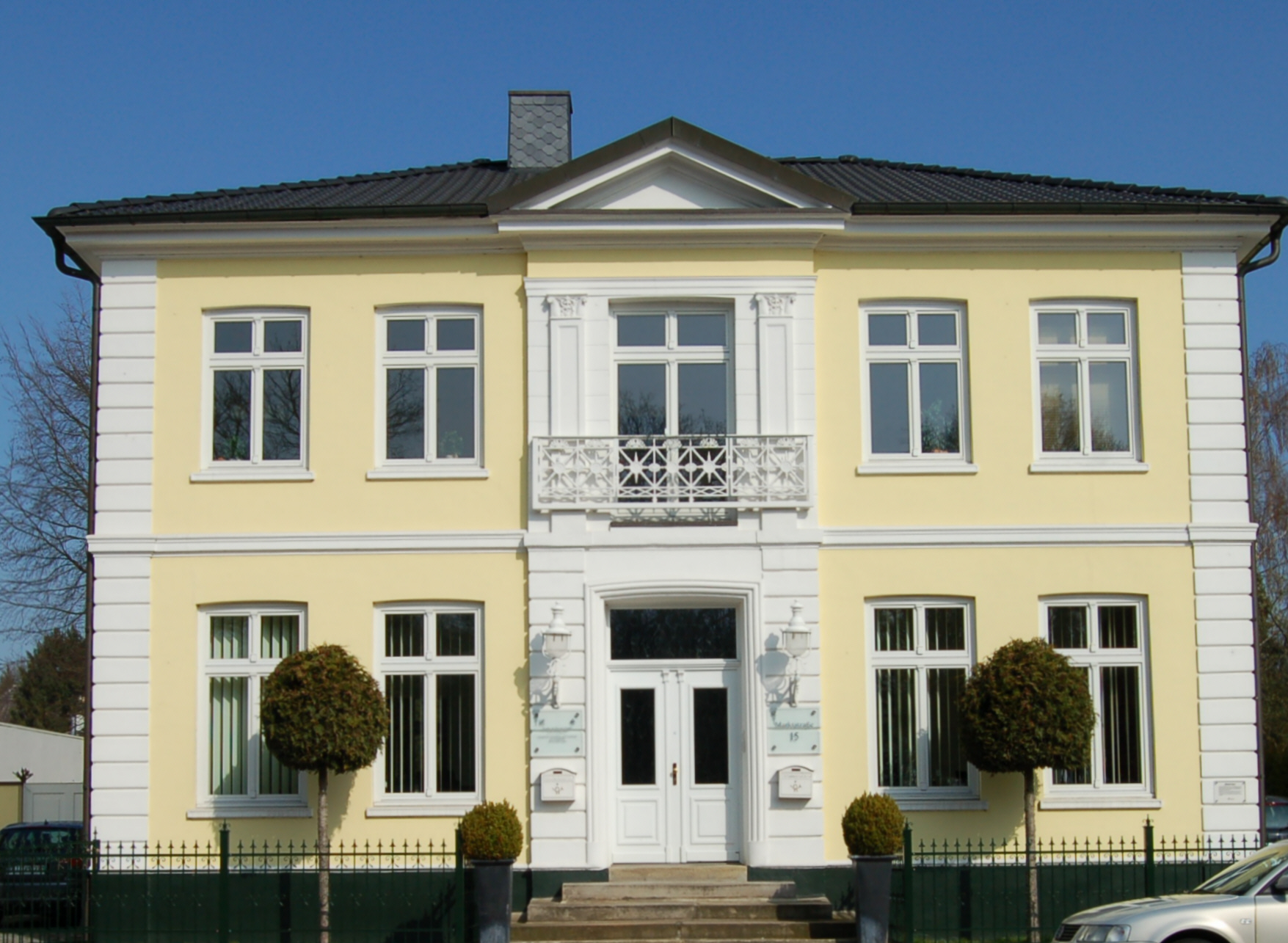
Seine Anwaltskanzlei in Uetersen

Stäcker besuchte zunächst das Ludwig-Meyn-Gymnasium in Uetersen. Von 1946 bis 1949 studierte er Rechtswissenschaften an den Universitäten Hamburg und Kiel und macht 1949 sein erstes juristisches Staatsexamen. Stäcker war Referendar bei verschiedenen Gerichten und Behörden. 1953 legte er sein Assessorexamen ab und ließ sich als Rechtsanwalt und später Notar in Uetersen nieder.
Er gehörte ab 1941 zunächst der NSDAP an, von 1959 bis 1969 der FDP und wechselte 1969 zur CDU. Er war von 1959 bis 1982 Ratsherr in Uetersen. Stäcker erhielt in dieser Zeit das Bundesverdienstkreuz am Bande und wurde 1983 mit dem Bundesverdienstkreuz der 1. Klasse ausgezeichnet. Hans Detlef Stäcker war ebenfalls Kirchenältester in der ev.-luth. Kirchengemeinde Uetersen, „Am Kloster“ und Mitglied der Synode des Kirchenkreises Pinneberg.
Hans Detlef Stäcker war Mitglied des Schleswig-Holsteinischen Landtages der 6. Wahlperiode (ab Januar 1968), der 7. Wahlperiode, der 8. Wahlperiode (1975) wo er das Direktmandat im Landtagswahlkreis Pinneberg-Elbmarschen gewann und gehörte danach auch der 9. Wahlperiode (1979) an.
Seit dem 16. Oktober 1970 war er auch Parlamentarischer Vertreter des Justizministers. Stäcker forderte auf einer CDU-Wahlveranstaltung die Todesstrafe für politische Gewalttäter.